# 荥阳大会
滎陽大會是明朝崇祯八年正月（1635年）各地的農民軍聚集滎陽，召開的歷史性會議。其是否存在有争议。

## 历史
滎陽位于郑州向西30公里處，崇祯八年（1635年），農民起義軍已陸續攻佔汜水、滎陽、河陰、滎澤等縣，並且進駐廣武山（今河南省荥阳市黄河南岸）。崇祯八年正月（1635年）张献忠、李自成等十三家七十二營20余万人在荥阳聚会。會議中，李自成提出“分兵定向”主张，取得共識，从而改变了被动局势。娄曾泉於《明朝史略》称“在这次会议上，李自成初露锋芒，表现了卓越的军事才能”。胡允恭亦言，“荥阳大会堪称中国农民战争史上的重大事件。它标志着明末农民起义将由困难走向胜利，农民军由分散的武装斗争趋向联合作战”，这是一次“划时代的荥阳大会”。

## 真实性争议
據考滎陽大會僅出自於《绥寇纪略》一書，戴笠《怀陵流寇始终录》、张岱《石匮书后集》、计六奇《明季北略》、彭孙贻《平寇志》和谈迁《国榷》均無記載。徐鼐《小腆纪年附考》、查继佐《罪惟录·李自成传》、冯甦《见闻随笔·李自成传》雖有記載，但多是引用《绥寇纪略》之言。《怀陵流寇始终录》更指出“吴纪载七十二营会议者荥阳，讹也”。但谢承仁《李自成新传》一文認為有荥阳大会的：因為《绥寇纪略》“曾明确指出，消息来源系‘有亡自贼中来告状’者。既然事实是根据当时亲见亲闻者所口述，其价值绝不下于一般塘报、邸报等官方文献报道，故其记载可信。”
顧誠《明末農民戰爭史》稱：“所謂滎陽大會召開的起因和議題，同基本的歷史事實鑿枘不相容，顯然出於好事之徒的附會”，“农民军怎么能在七年十二月就能侦悉当时连影子都无的事情呢？”“方有各路首领集会共同商量‘逆拒官军’之章？”結論是“滎陽大會是一個虛構事件”；王興亞《李自成起義史事研究》稱：“史書中關於滎陽大會的記載，是經不起查核的”，例如：找不到十三家在八年正月初一日之前“取道何处来到荥阳的任何记载”。边大绶《虎口余生记》稱李自成在崇祯九年（1636年）回米脂，“自通姓名，回家祭祖，号称闯将，人始知其姓名”，並不像《绥寇纪略》書上所稱經此大會而“暴得大名”。